# Tsugaru Tamenobu
Tsugaru Tamenobu (津軽 為信, 18 janvier 1550-29 mars 1608) est un daimyo de la fin de l'époque Sengoku et du début de l'époque d'Edo. Il est connu sous le nom de « Ōura Tamenobu » dans sa jeunesse. En une occasion, Tamenobu a combattu Nanbu Nobunao. Par la suite, Tamenobu s'est soumis à Toyotomi Hideyoshi et a servi contre les Hōjō durant le siège d'Odawara. C'est à cette époque que Tamenobu a pris le nom de Tsugaru. Tamenobu a ensuite pris le château de Namioka en 1590. Durant l'époque Azuchi Momoyama du XVIIe siècle, Tamenobu a soutenu les Tokugawa à la suite de la bataille de Sekigahara de 1600. Ses revenus se montent alors à 47 000 koku.

## Source de la traduction
- (en) Cet article est partiellement ou en totalité issu de l’article de Wikipédia en anglais intitulé « Tsugaru Tamenobu » (voir la liste des auteurs).